# 路居镇
路居镇，是中华人民共和国云南省玉溪市江川区下辖的一个镇，由澄江市托管。

## 行政区划
路居镇下辖以下地区：
中坝社区、下坝社区、上坝村、红石岩村和小凹村。